# 劉世曾
劉世曾（1531年—1591年），字胤甫，號鳳坪，四川重庆府巴縣人，明朝政治人物。

## 生平
二十五歲舉嘉靖三十四年（1555年）乙卯科四川鄉試第三名，嘉靖四十一年（1562年）壬戌科會試第八十名，廷試三甲第三十三名进士。次年任浙江慈溪县知县，与前令霍與瑕同号为廉吏，慈溪人谣曰：前霍后劉，清绝罕俦。与淳安知縣海瑞相友善，在府城会面時，必盘桓数日乃别。秩满行取，升户部主事，隆慶元年（1567年）以主事選江西道監察御史，二年监会试，奉差巡按苏松等府，不久掌京畿道印，因不肯合疏弹劾高拱，疏發馮保奸佞，触怒张居正，拟旨廷杖，以同僚疏救，罚俸一年。萬曆三年（1575年）三月升官太仆寺少卿，四年給假省親。八年十月復補太僕寺少卿，九月三月升都察院右佥都御史、巡抚云南。萬曆十年（1582年），隴川宣慰司土官岳凤诱使缅甸莽应里進犯雲南，劉世曾起用刘挺、邓子龙破敵。十二年二月以斩获功，升右副都御史，照旧巡抚。九月以擒岳凤功，升为右都御史兼兵部右侍郎，照旧巡抚，食正一品服俸。荫一子世袭錦衣衛百户，賜银币、飞鱼服。萬曆十六年（1588年）三月命巡按云南御史苏酂核查破缅功次，因上報戰功不實，被神宗削籍。十七年四月叙貴州罗雄克捷功，诏还冠带。萬曆十九年卒，享年六十一。

## 家族
曾祖劉相，封參議；祖劉鶴年，正德戊辰進士，雲南左參政；父劉起元，郡廪生；母羅氏。具慶下。弟劉世賞，貢士。
曾孫劉如漢，清順治進士。